# Osamu Kawakami
Osamu Kawakami (jap. 河上 修, Kawakami Osamu; * um 1950 in Akita) ist ein japanischer Studio- und Jazzmusiker (Kontrabass).
Osamu Kawakami arbeitete ab den 1970er-Jahren in der japanischen Jazzszene u. a. mit Isao Suzuki, Kunihiko Sugano, Junko Kimura, Kuzuo Yashiro, Mikio Masuda, Yuri Tashiro, Kōnosuke Saijō, Masao Nakajima und Sadao Watanabe. 1978 legte er im Trio mit Toshiyuki Sekine (Piano) und Hideo Yamaki (Schlagzeug) das Album Love for Sale (Audio Lab) vor, unter eigenem Namen 1981 die Produktion Jump for Joy. In den 1980er-Jahren wirkte er außerdem bei Plattenaufnahmen von Eddie Higgins, Naoki Nishi, Yuzuru Sera, Martha Miyake mit; in dieser Zeit arbeitete er auch mit eigenen Formationen. Der Diskograf Tom Lord listet seine Beteiligung im Bereich des Jazz zwischen 1974 und 1985 bei 30 Aufnahmesessions. Kawakami betätigte sich außerdem als Sessionmusiker für Pop-Produktionen u. a. von Pizzicato Five, (Instant Replay, 1999), Hiroshi Kamayatsu und Kyoko Koizumi (Koizumi Chansonier, 2012).

## Diskographische Hinweise
- Dear, Old Goodwin (Lob, 1983), mit Hajime Ono, Jun Shimizu
- Mr. Double Bass (Lob, 1984), mit Naoki Kitajima, Yoichi Yoshiwara, Hideo Sekine, Sayoko Mori